# Эскобар, Рут
Рут Эскобар (порт. Ruth Escobar), полное имя Мария Рут душ Сантуш Эскобар (порт. Maria Ruth dos Santos Escobar; 31 марта 1935, Порту, Португалия — 5 октября 2017, Сан-Паулу, Бразилия) — бразильская актриса театра и кино португальского происхождения, продюсер и политик. Основательница и руководительница театра Рут Эскобар. Одна из ведущих фигур бразильского театра второй половины XX века.

## Биография
Родилась в малоимущей семье в предместье Порту в Португалии 31 марта 1935 года. В 1951 году эмигрировала из Португалии в Бразилию, вместе с матерью, и поселилась в Сан-Паулу. Сочеталась браком с философом, поэтом и драматургом Карлушем Энрике де Эскобар-Фагундесом. В 1958 году, вместе с мужем, переехала в Париж, где изучала актёрское мастерство. Вернувшись в Сан-Паулу, вместе с режиссёром Альберту Д’Aверса, основала собственную театральную труппу под названием «Нову Театру» (порт. Novo Teatro — «Новый театр»). В 1962 году брак актрисы распался.
В 1964 году она увлеклась народным театром. Эскобар арендовала автобус, который переделала в сцену. Разъезжая на нём, она давала представления на окраинах Сан-Паулу. Инициатива актрисы получила название Национального народного театра, с которым сотрудничали Антониу Абуджамра, Ариану Суассуна и Силней Сикейра. Деятельность Национального народного театра завершилась в 1965 году.
В июле 1964 года в Сан-Паулу Эскобар основала ещё один театр, ныне известный как Театр Рут Эскобар, который в 1960-х — 1970-х годах был центром авангардного искусства в Бразилии. Тогда же актриса сочеталась вторым браком с архитектором и театральным сценографом Владимиром Перейру-Кардосу.
В 1974 году Эскобар основала первый в Бразилии Международный театральный фестиваль. Во время проведённых ею фестивалей на сцене её театра в Сан-Паулу были показаны «Время и жизнь Иосифа Сталина» в постановке Боба Уилсона, «Йерма» в постановке Виктора Гарсии, «Семейный обед» в постановке Тинто Брасса, «Гаудеамус» в постановке Льва Додина, спектакли режиссёров Андрея Шербана и Ежи Гротовского.
В 1980-х актриса завершила театральную карьеру и занялась политической и общественной деятельностью. Она дважды избиралась в Законодательное собрание Сан-Паулу на два срока в 1983 и 1987 годах. Во время работы в законодательном собрании курировала социальные и культурные проекты.
В 1987 году Эскобар издала автобиографию «Мария Рут — автобиография» и вернулась к актёрскому мастерству. Она снялась в фильмах «Романтика» (1988) и сыграла в постановке «Опасные связи» (1990), снялась в исторической драме «Еврей» (1996).
В 2011 году у актрисы диагностировали болезнь Альцгеймера. Рут Эскобар умерла в больнице Нове-ди-Жульо в Сан-Паулу 5 октября 2017 года. Её останки были кремированы в крематории Вила-Алпина в Сан-Паулу.

## Награды
- Великий офицер Ордена Инфанта дона Энрике (Португалия) — 14 июля 1986 года.
- Великий офицер Ордена «За заслуги» (Португалия) — 26 ноября 1987 года[3].
- Орден Почётного легиона (Франция) — 1998 год.
- Орден Культурных заслуг (Бразилия) — 2000 год.